# Abdelouahed El Fassi
Ne pas confondre avec Abdelouahed El Fassi (Ouléma), théologien marocain.
Pour les articles homonymes, voir El Fassi.
Abdelouahed El Fassi est un cardiologue et homme politique marocain né le 31 octobre 1949 à Tanger. Il a été ministre de la Santé dans le gouvernement el-Youssoufi I de 1998 à 2000. Il est ancien membre du bureau exécutif du Parti de l'Istiqlal.

## Biographie
Abdelouahed El Fassi est le fils du nationaliste marocain Allal El Fassi, principal idéologue de l'Istiqlal et son secrétaire général de 1960 à 1974.
Il était depuis 1989 membre du bureau exécutif du Parti de l'Istiqlal jusqu'à 2012. Le 14 mars 1998, il est nommé ministre de la Santé dans le gouvernement el-Youssoufi I,  le 6 septembre 2000 sera remplacé par le secrétaire général du Front des forces démocratiques (FFD), Thami El Khyari dans le gouvernement el-Youssoufi II.
En juin 2012, après la renonce de Adil Douiri à sa candidature, Abdelouahed El Fassi est devenu le seul candidat au poste du secrétaire général de l'Istiqlal. Lors de la tenue du XVIe congrès national du parti fin juin 2012, Abdelhamid Chabat, maire-député de Fès, exprime son intention de se présenter à la présidence du parti, ceci pousse le comité exécutif à reporter l'élection du secrétaire général au 23 septembre 2012. C'est finalement Abdelhamid Chabat qui remporte la présidence du parti et succède à Abbas El Fassi, en recueillant 478 suffrages contre 458 à son rival Abdelouahed El Fassi.